# Jordan Chiles
Jordan Chiles (Tualatin, 15 de abril de 2001) é uma ginasta artística estadunidense, medalhista olímpica.

## Carreira
Chiles participou dos Jogos Olímpicos de Verão de 2020 em Tóquio, onde participou da prova por equipes, conquistando a prata após finalizar a série com 166.096 pontos ao lado de Simone Biles, Grace McCallum e Sunisa Lee. Obteve o ouro no Campeonato Mundial de 2022 em Liverpool também na categoria por equipes.